# Opsonização

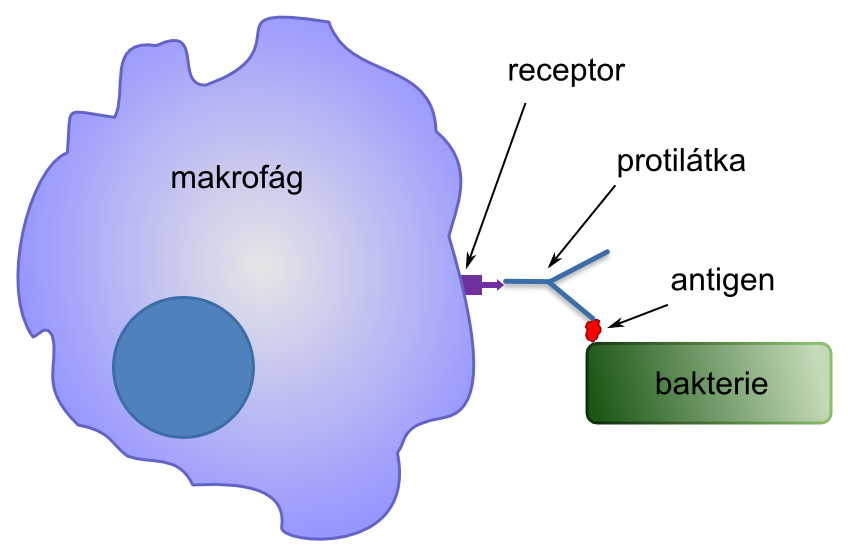
Opsonismo

Opsonização, em imunologia, é o processo que consiste em fixar opsoninas, e.g. imunoglobulinas, em epítopes do antígeno, facilitando a fagocitose. Opson (ὄψον) é a transliteração de uma palavra grega que significa condimento, tempero, molho, ou seja, algo que facilite a digestão. Uma das mais importantes opsoninas provém do sistema complemento: a C3b.
Uma opsonina é qualquer molécula que se liga a um antígeno e facilita o seu processo fagocitose. Ela pode revestir microrganismos patogênicos ou células próprias mortas para aumentar a capacidade de englobamento por parte dos fagócitos, como os neutrófilos e macrófagos, e gerar uma resposta imune ou realizar a limpeza do organismo. As células fagocíticas possuem receptores para diferentes tipos de opsoninas. Algumas opsoninas que se destacam são os anticorpos, proteínas do complemento e lectinas. Uma das formas de atração ao fagócito, pode ser quando essas moléculas cobrem as moléculas na membrana celular carregadas negativamente.
Se for feita uma analogia, este processo seria como passar mel em uma pessoa e colocá-la em um quarto fechado cheio de ursos. Neste caso, os ursos seriam os macrófagos e granulócitos e a pessoa, o invasor do organismo, que seria fagocitado (devorado) pelos ursos (representando as células de defesa do organismo).